# Никольская улица (Петергоф)

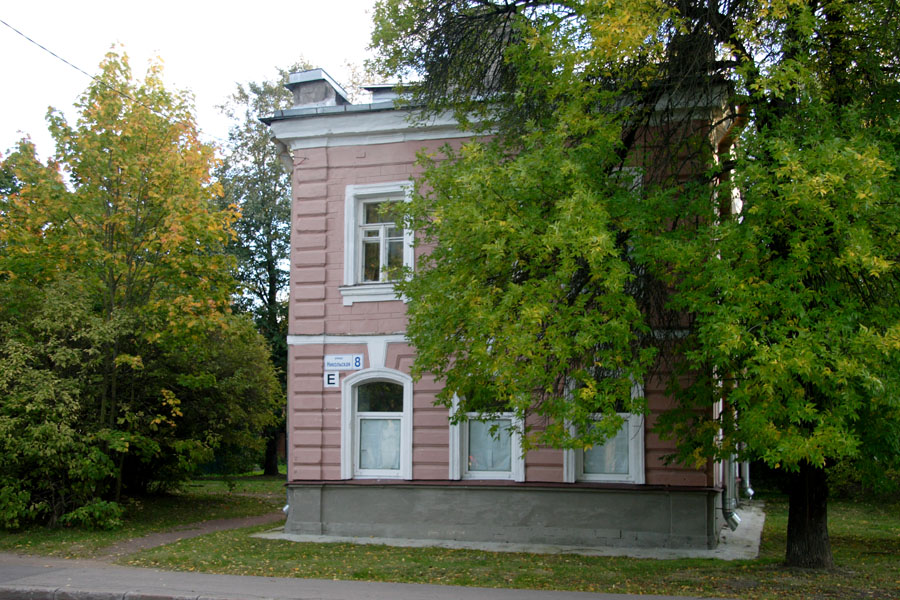
Дом Басукова

Нико́льская улица — улица в Петергофе. Проходит от улицы Бородачёва до Зверинской улицы. Основана в 1772 году.
Проложена во второй половине 1830-х годов и названа Никольской в честь сына императора Николая I, великого князя Николая Николаевича. С 1920-х годов до 1993 года называлась Международной улицей.
Николай Николаевич (Старший, 1831—1891), великий князь, третий сын императора Николая I. Учился в 1-м кадетском корпусе, в течение нескольких лет обучался военному строю в летних кадетских лагерях в Петергофе. В 1852 году Николай Николаевич был произведён в генерал-майоры с зачислением в Свиту Его Императорского Величества с назначением генерал-инспектором по инженерной части. В Крымскую войну принимал участие в Инкерманском сражении, заведовал всеми инженерными работами на Северной стороне Севастополя. В 1855 году великий князь был назначен членом Государственного совета, а в 1861 году назначен командиром отдельного Гвардейского корпуса, в 1864 году стал командующим войсками гвардии и Санкт-Петербургского военного округа и одновременно генерал-инспектором кавалерии. Во время русско-турецкой войны 1877—1878 годов Николай Николаевич был главнокомандующим Дунайской армией. С 1878 года генерал-фельдмаршал. Скончался в Крыму, похоронен в Петропавловском соборе.

## Достопримечательности

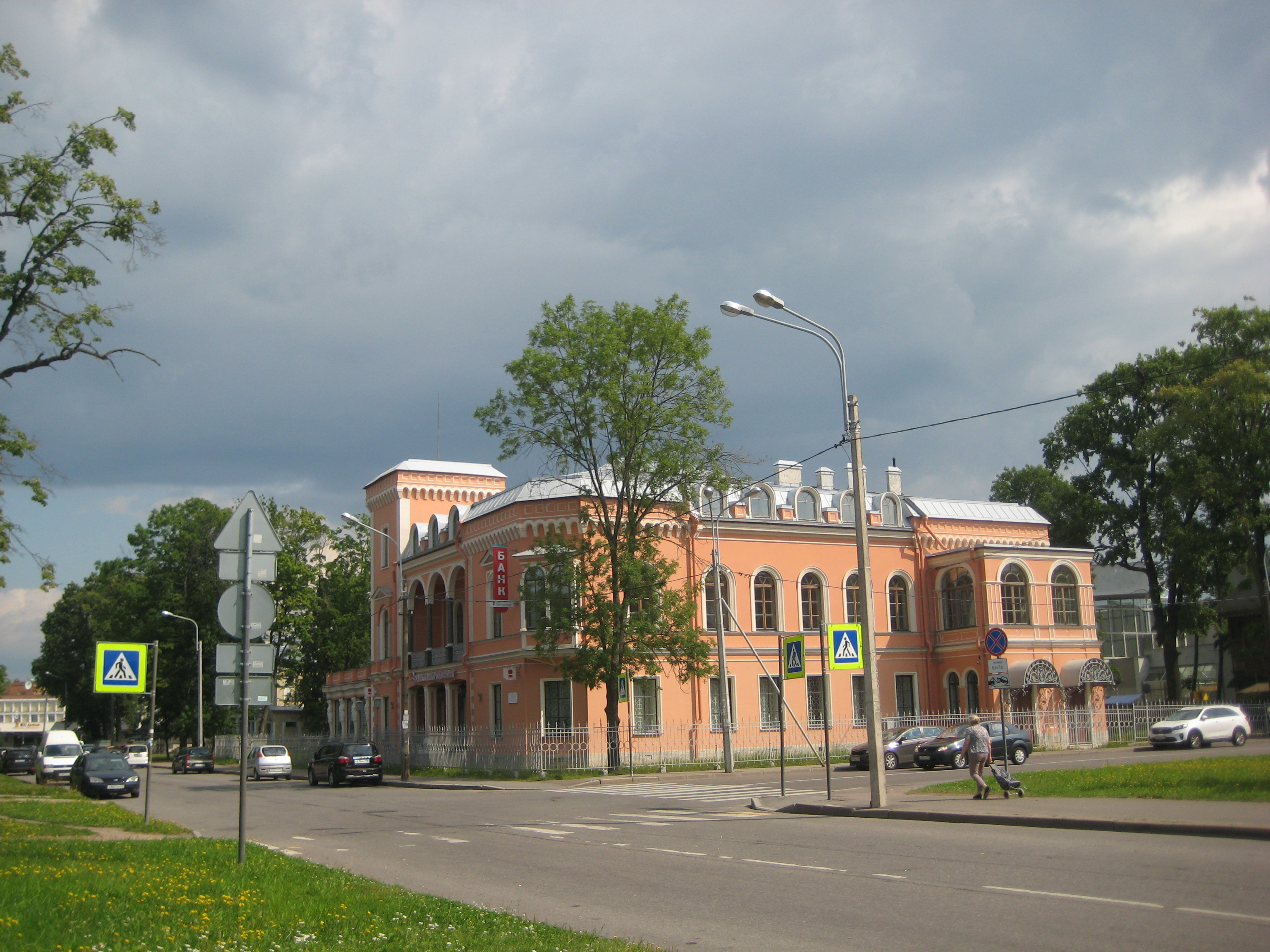
Особняк Гейрота на пересечении улицы Бородачёва и Никольской улицы (на снимке уходит вправо)

- № 8 — дом Басукова, конец XIX в.  781711203990005
- № 11 — особняк Гейрота, 1853 г.  781711203760005